# Oulu (provincie)
Oulu (Fins: Oulun lääni; Zweeds: Uleåborgs län) was tot 2010 een Finse provincie met 461.000 inwoners op 57.000 vierkante km (2004). Op 1 januari 2010 werden de Finse provincies opgeheven. Het land werd toen ingedeeld in twintig regio's.

## Gemeenten
Oulu bestond uit de volgende gemeenten:
| - Alavieska - Haapajärvi - Haapavesi - Hailuoto - Haukipudas - Hyrynsalmi - Ii - Kärsämäki - Kajaani (Kajana) - Kalajoki - Kempele - Kestilä - Kiiminki - Kuhmo - Kuivaniemi - Kuusamo - Liminka - Lumijoki - Merijärvi - Muhos - Nivala - Oulainen - Oulu (Uleåborg) - Oulunsalo - Paltamo | - Piippola - Pudasjärvi - Pulkkila - Puolanka - Pyhäjoki - Pyhäjärvi - Pyhäntä - Raahe - Rantsila - Reisjärvi - Ristijärvi - Ruukki - Sievi - Siikajoki - Sotkamo - Suomussalmi - Taivalkoski - Tyrnävä - Utajärvi - Vaala - Vihanti - Vuolijoki - Yli-Ii - Ylikiiminki - Ylivieska |

Åland · Lapland · Oost-Finland · Oulu · West-Finland · Zuid-Finland